# Turcomenistão nos Jogos Olímpicos
O Turcomenistão participou de 4 Jogos Olímpicos de Verão, aparecendo pela primeira vez em 1996. Eles nunca competiram nas Olimpíadas de Inverno. Os atletas turcomanos competiram anteriormente pelo time da União Soviética ou, em 1992, como parte da Equipe Unificada. Nenhum atleta representando o Turcomenistão ganhou uma medalha Olímpica, fazendo dele a única ex-república Soviética a não conseguir este feito.